# سیارک ۱۰۵۵
سیارک ۱۰۵۵ (به انگلیسی: 1055 Tynka، نامگذاری:1925WG) هزار و پنجاه و پنجمین سیارک کشف شده‌است که در ۱۷ نوامبر ۱۹۲۵ و در الجزیره کشف شد.
قدر مطلق سیارک برابر ۱۲٫۰۰ است.